# Jaan Teemant
Jaan Teemant (* 24. September 1872 in Vigala, Landkreis Läänemaa; † möglicherweise 24. Juli 1941 in Tallinn) war ein estnischer Anwalt und Politiker. 1925–27 und 1932 war er Staatsoberhaupt der Republik Estland.

## Leben
Nach dem Abitur am renommierten Hugo-Treffner-Gymnasium in Tartu studierte Teemant Rechtswissenschaft an der Universität Sankt Petersburg. Nach seinem Abschluss 1901 war er als Anwalt in Tallinn tätig.
Schon früh entdeckte Teemant seine Neigung für politische Fragen. 1904/05 war er Mitglied des Tallinner Stadtrates. Er nahm aktiv an der Revolution von 1905 teil und musste ins Exil in die Schweiz fliehen. In Abwesenheit wurde er von einem zaristischen Gericht zum Tode verurteilt. 1908 konnte er nach Estland zurückkehren, verbrachte jedoch anderthalb Jahre in St. Petersburg in Untersuchungshaft.
1917–1919 war Teemant Mitglied des Estnischen Landrates (Eesti Maanõukogu) und 1919/20 Mitglied der verfassunggebenden Versammlung der neu gegründeten Republik Estland. 1918 wurde er erster Generalstaatsanwalt des Landes.
Teemant war langjähriges Mitglied des estnischen Parlaments (Riigikogu) und zweimal als Staatsältester (Riigivanem) Staatsoberhaupt der Republik Estland (15. Dezember 1925 – 9. Dezember 1927 und 19. Februar 1932 – 19. Juli 1932). Darüber hinaus war er bis 1940 als Anwalt tätig und von 1919 bis 1925 Vorsitzender der estnischen Rechtsanwaltskammer. 1932 wurde er Dr. jur. h. c. der Universität Tartu.
Nach der sowjetischen Besetzung Estlands wurde Jaan Teemant am 23. Juli 1940 durch das NKWD verhaftet. Sein weiteres Schicksal ist ungeklärt. Möglicherweise wurde er im Sommer 1941 in Tallinn hingerichtet.